# Jair (Stary Testament)
Jair (także Jares Galadeńczyk; hebr. יאיר) – postać biblijna, jeden z sędziów starożytnego Izraela. Pochodził z plemienia Manassesa, władzę w Izraelu przejął po Toli, cieszył się dużym szczęściem i dobrobytem. Miał trzydziestu synów, którzy byli doskonałymi jeźdźcami. Powierzono im urządy poszczególnych grodów Galadeny. Sprawował władzę 22 lata, po czym zmarł w późnej starości. Pogrzebano go z czcią w galadeńskim mieście Kamon.